# Donop
Donop ist eine von 19 Ortschaften der Stadt Blomberg im nordrhein-westfälischen Kreis Lippe in Deutschland. 

## Geographie
Donop liegt rund zehn Kilometer nordwestlich des Blomberger Stadtzentrums. Zur Ortschaft gehören die früheren Ortsteile Gehrenberg, Kirchdonop, Hagendonop und Lüdershof.
Östlich von Hagendonop kreuzen sich der 52. nördliche Breiten- und der 9. östliche Längengrad.

## Geschichte
Eine Urkunde belegt, dass Donop im Jahr 1246 als Schenkung des Grafen Gottschalk von Pyrmont an die Kirche zum Kloster Falkenhagen kam. Das Dokument trägt unter anderen die Unterschrift des Läutepriesters Gerhard zu Dunope als Zeuge.
Die Donoper Kirche gehört zu den wenigen erhaltenen romanischen Dorfkirchen in Lippe. Der Westturm und das rechteckige Kirchenschiff wurden im frühen 13. Jahrhundert errichtet und der originale Taufstein stammt aus der Zeit um 1250. Bei Restaurierungsarbeiten im Inneren der Kirche hat man Wandmalereien aus dem 16. Jahrhundert freigelegt. Die Orgel der Kirche ist im Jahre 1689 erbaut worden. Anfang der 1970er Jahre ist die Orgel von ihrem ursprünglichen Platz im Chorraum der Kirche in den gegenüberliegenden Turm versetzt worden. Im Zuge dieser Maßnahme ist die gesamte Orgel von der Firma Steinmann aus Vlotho von Grund auf erneuert bzw. neu gebaut worden. Von der alten Orgel ist nur der alte Prospekt mit seinen Schnitzereien wiederverwendet worden. Die Kirche zu Donop besitzt zwei historische wertvolle Bronzeglocken. Die kleinere, ältere Glocke kann von der Jahreszahl nicht genau datiert werden, die Entstehung wird auf das 14. Jahrhundert geschätzt. Die größere der beiden Glocken, die Friedensglocke, datiert von 1650 und wurde zum Gedenken an das Ende des Dreißigjährigen Krieges im Jahre 1648 gegossen.
Im Nachbarort Altendonop hatten die Freiherren von Donop ihr Schloss und Gut. Heute existieren weder Schloss noch Gutsgebäude. Das Schloss ist Ende der 1960er Jahre abgebrannt und nicht wieder aufgebaut worden. Die Gutsgebäude sind im Laufe der Jahre abgerissen worden.
In der Nähe der Orte Donop und Dalborn liegt das Gut Lüdershof, das 1678 von Levin Ernst von Donop und seiner Frau Anna Maria von Schnarmann errichtet wurde. Schloss und Gutsgebäude sind weitgehend erhalten.

### 19. Jahrhundert
Etwa im Jahr 1880 wurde die ehemalige Gemeinde aufgelöst und auf die neuen Gemeinden Altendonop, Dalborn und Kirchdonop aufgeteilt. Auch das Rittergut Altendonop wurde selbständig und somit einer Gemeinde gleichgestellt. Etwa im Jahr 1890 wurde die Gemeinde Kirchdonop in Donop umbenannt.

### 20. Jahrhundert
Das Gesetz zur Neugliederung des Kreises Detmold führte am 1. Januar 1970 zur Eingliederung in die Stadt Blomberg. Der Kreis Detmold mit Donop bzw. Blomberg ging am 1. Januar 1973 im Zuge der nordrhein-westfälischen Kreisreform im Rahmen des Bielefeld-Gesetzes durch Vereinigung mit dem Kreis Lemgo im heutigen Kreis Lippe auf.

### Ortsname
Neben der ersten schriftlichen Erwähnung als Donepe zum Ende des 12. Jahrhunderts sind folgende Versionen im Laufe der Jahrhunderte belegt: Donepe (1227, im Lehnsregister), Donepo (1232, im Urbar Obernkirchen), Dunope (1246), Donoppe (1266), Donope (1299), Donape (1352), Donpe (1440), Doneppe (1467, im Landschatzregister), Donupp (1494), Donnepe (1544), Donup (1585, im Lemgoer Bürgerbuch), Donop (1589/90, im Landschatzregister; ab 1759).
Der Ursprung des Namens Donop geht aber vermutlich auf den Bachlauf Dombach, die heutige Donope, zurück.
Auch andere Dörfer im Umkreis tragen die Bezeichnung Donop in ihrem Namen, so zum Beispiel Altendonop, Kirchdonop mit einer Kirche und Siedlung aus dem 12. Jahrhundert sowie Hagendonop mit einer spätmittelalterlichen Siedlung, in der die Häuser damals, wie es in sogenannten Hagenhufendörfern üblich war, nur auf einer Straßenseite standen.

### Einwohner
In Donop gibt es auf 5,26 km² Fläche 500 Einwohner, das entspricht einer Bevölkerungsdichte von 96 Einwohnern/km². Der derzeitige Ortsvorsteher ist Lothar Vogt (Stand: 25. November 2014).

## Wirtschaft, Kultur und Sehenswürdigkeiten
In Donop gibt es fünf landwirtschaftliche Vollerwerbsbetriebe und drei Nebenerwerbsbetriebe.  Zur Infrastruktur gehören u. a. eine Evangelische Kirche aus dem 13. Jahrhundert, ein evangelisch-reformiertes Pfarramt, zwei Gemeindehäuser, ein Dorfgemeinschaftshaus, eine Kindertagesstätte, mehrere Kleinbetriebe, ein kunststoffverarbeitender Betrieb, ein Landmaschinenhändler, eine Niederlassung eines Schraubengroßhandelsbetriebes, ein Friedhof mit Kapelle, ein Sportplatz, eine Reithalle nebst Außenreitanlage und das Feuerwehrhaus der Freiwilligen Feuerwehr.

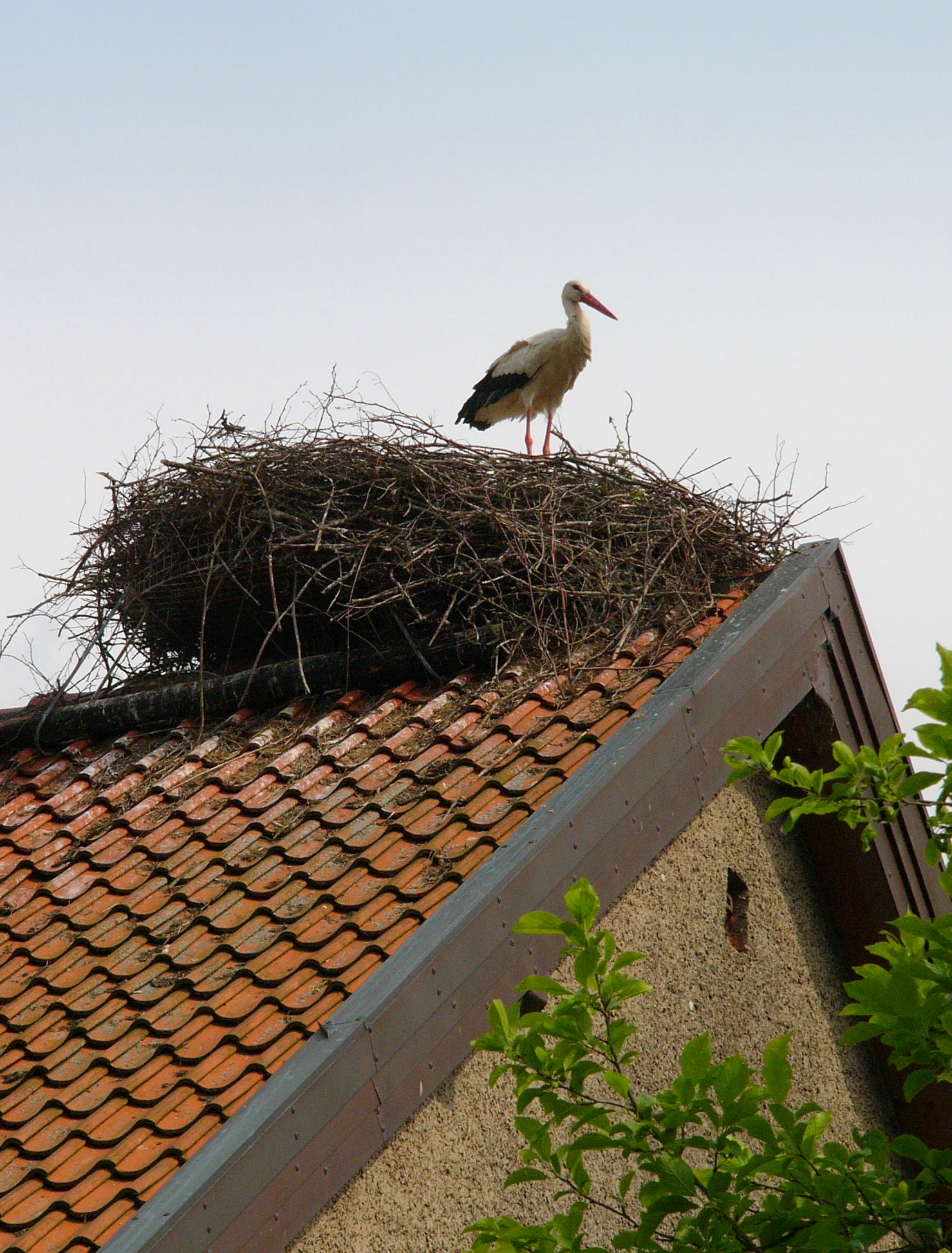
Eins von mehreren Storchennestern in Donop
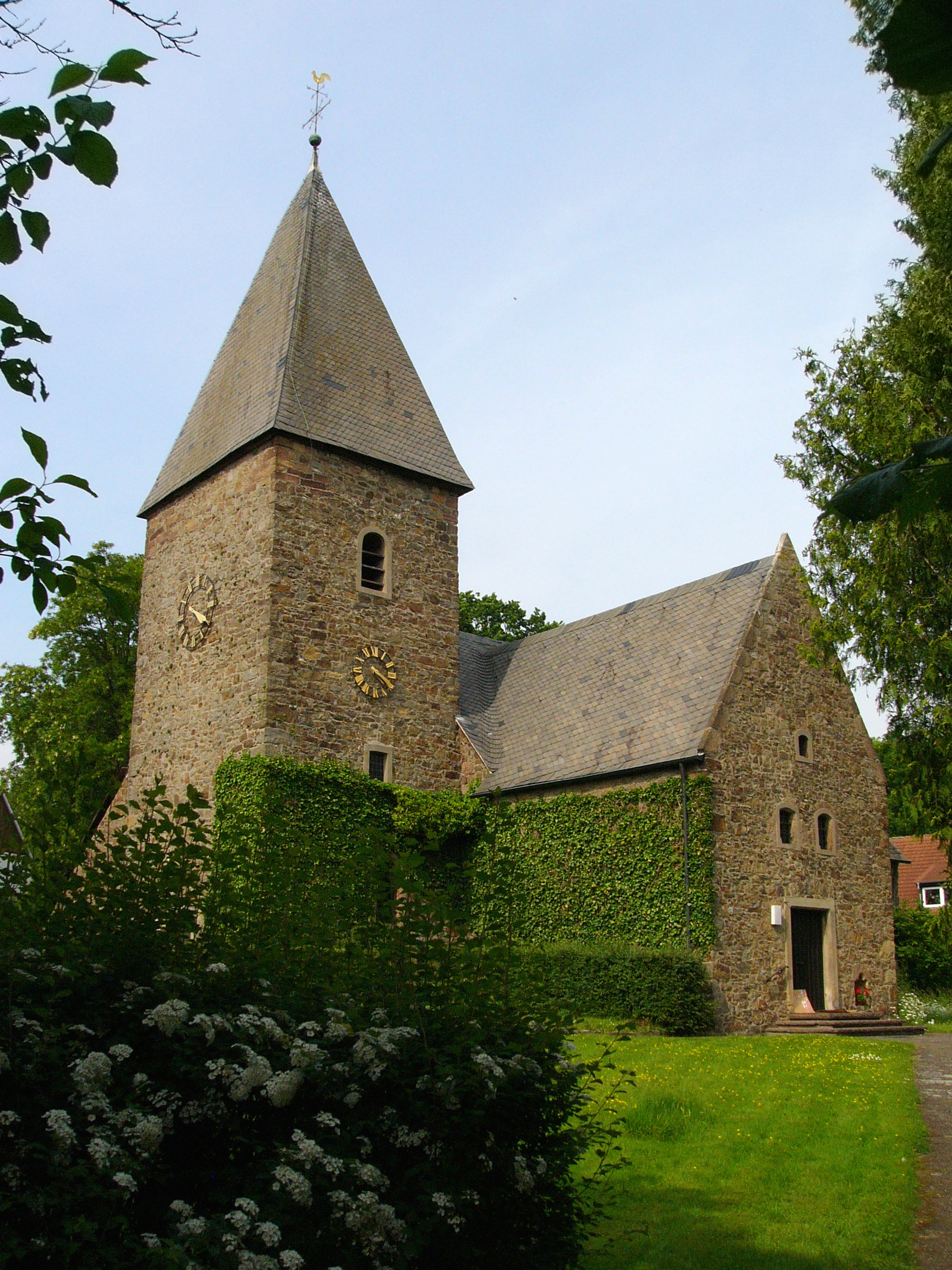
Kirche in Donop